# Прабатх Арунасірі
Прабат Мудіянселаж Прабатх Руван Арунасірі або просто Прабатх Арунасірі (нар. 18 липня 1982) — ланкіський футболіст, воротар клубу «Ейр Форс».

## Клубна кар'єра
З 2013 року виступає в клубі «Ейр Форс» з Прем'єр-ліги Шрі-Ланки.

## Кар'єра в збірній
З 2016 року викликається до складу національної збірної Шрі-Ланки.